# Lycosa hickmani
Lycosa hickmani är en spindelart som först beskrevs av Roewer 1955.  Lycosa hickmani ingår i släktet Lycosa och familjen vargspindlar. Inga underarter finns listade i Catalogue of Life.